# Xian de Jixi
Pour les articles homonymes, voir Jixi (homonymie).
Le xian de Jixi (绩溪县 ; pinyin : Jìxī Xiàn) est un district administratif de la province de l'Anhui en Chine. Il est placé sous la juridiction de la ville-préfecture de Xuancheng.

## Démographie
La population du district était de 183 076 habitants en 1999.